# William Shield
William Shield (ur. 5 marca 1748 w Swalwell, zm. 25 stycznia 1829 w Londynie) – brytyjski kompozytor i skrzypek.

## Życiorys
Był synem muzyka, u którego pobierał pierwsze lekcje muzyki. Po śmierci ojca przez pewien czas przyuczał się do zawodu cieśli okrętowego, następnie podjął naukę u Charlesa Avisona w Newcastle upon Tyne. Początkowo występował jako skrzypek w obwoźnych trupach teatralnych. W 1772 roku osiadł w Londynie, gdzie został skrzypkiem w King’s Theatre, a w latach 1773–1791 był jego altowiolistą. Od 1778 do 1797 roku zatrudniony był w Covent Garden Theatre jako stały kompozytor. W latach 1791–1792 odbył podróż do Francji i Włoch. W 1791 roku nawiązał przyjaźń z przebywającym w Londynie Josephem Haydnem. 
W latach 80. i 90. XVIII wieku wspólnie z Josephem Ritsonem wydał zbiory angielskich i szkockich pieśni ludowych. Od 1779 roku był członkiem Royal Society of Musicians. W 1817 roku otrzymał stanowisko Master of the King’s Music. Napisał ostatnią angielską odę dworską (1818). Został pochowany w opactwie Westminsterskim obok Johanna Petera Salomona i Muzio Clementiego.
Skomponował około 40 oper, pantomimy, farsy, balety, 6 kwartetów smyczkowych, 6 triów smyczkowych, 6 duetów na 2 skrzypiec. Opublikował prace An Introduction to Harmony (1800) i The Rudiment of Thoroughbass (1815). Tworzył muzykę sceniczną o lekkim, rozrywkowym charakterze, skierowaną do szerszej angielskiej publiczności nie gustującej w operze włoskiej. Nawiązywał do tradycji angielskiej opery balladowej, wprowadzał elementy melodii ludowych. W operze Rosina (1782) wykorzystał prawdopodobnie tradycyjną szkocką melodię, która później mogła stać się inspiracją dla pieśni Roberta Burnsa Auld Lang Syne.